# Adolf Heusinger
Adolf Heusinger, född 4 augusti 1897 i Holzminden, Weser, död 30 november 1982 i Köln, var en tysk militär, Bundeswehrs första generalinspektör.

## Biografi
Heusinger utbildades till officer varpå han deltog i första världskriget 1915–1918. År 1921 kom han efter brittisk krigsfångenskap att bli överförd till det nygrundade Reichswehr. År 1931 antogs han till generalstaben. År 1937 fick han tjänst vid Oberkommando des Heeres (OKH) planeringsavdelning; från 1940 var han dess chef. Han skadades vid 20 juli-attentatet 1944. Han medverkade efter kriget flera gånger som vittne vid Nürnbergrättegångarna. 
Heusinger utsågs 1950 till militär rådgivare till Konrad Adenauer tillsammans med Hans Speidel. Han var sedan med och byggde upp Bundeswehr. År 1952 utsågs han till ledare för den militära avdelningen i Amt Blank, som senare blev försvarsministeriet. Han blev 1955 generallöjtnant när Västtysklands försvarsmakt Bundeswehr bildades. År 1957 utsågs han till Bundeswehrs första generalinspektör motsvarande försvarschef, en post han hade fram till 1961.
I April 1961, blev han utnämnd till ordförande för NATOs militära kommitté i Washington DC och hade förordnandet fram till 1964.